# Декабристы и Русская Америка
Внимание декабристов к Русской Америке было связано с активизацией освоения Россией своих заморских владений в начале XIX века и обусловлено их профессиональными и политическими амбициями.
В свою очередь, созданная в конце XVIII века Российско-американская компания (РАК) была заинтересована в использовании в своих целях интереса образованных и целеустремлённых энтузиастов. В числе таковых заметно проявили себя декабристы, окончившие Морской кадетский корпус и с молодости принимавшие участие в первых отечественных кругосветных плаваниях, связанных с исследованиями русских территорий на северо-западе Северной Америки.
Роль Русской Америки и место её в общественном устройстве будущей России обсуждались в планах и программных документах тайных обществ.

## Декабристы и морские экспедиции к Русской Америке
Интерес декабристов к Русской Америке формировался на фоне характерного для России начала XIX века стремления ознакомиться с общественной жизнью и политическим устройством зарубежных стран. С. Г. Волконский писал, что собирался в 1815 году посетить разные страны и, особенно, «Американские Штаты, занимавшие тогда умы нашей русской молодежи, по их самостоятельному быту и по демократическому политическому составу».
К. Ф. Рылеев, собираясь в отставку в 1818 году, говорил сослуживцам о желании уехать в Америку, чтобы начать там «основание колонии независимости, и тогда, кто захочет из вас жить по произволу, не быть в зависимости от подобных себе, не слышать о лихоимстве и беззакониях нашей страны, тех я приму с распростёртыми объятиями, и мы заживём так, как немногие из смертных!». Подполковник в отставке А. В. Поджио получил в 1825 году заграничный паспорт и собирался покинуть Россию, чтобы «искать для себя новой жизни свободной Америке».

### Первые плавания
В это же время успешный опыт первых кругосветных плаваний российских военных кораблей и поддержка нового морского министра адмирала Н. С. Мордвинова позволили приступить к организации, экспедиций, которые могли бы совместить исследовательские цели с транспортировкой грузов РАК и охраной её территорий.

Схема плаваний кораблей «Надежда» и «Нева»

7 августа 1803 года Россия отправила из Кронштадта на Камчатку и к Тихоокеанским берегам Северной Америки первую отечественную экспедицию вокруг света на кораблях «Надежда» и «Нева» под командой капитан-лейтенантов И. Ф. Крузенштерна и Ю. Ф. Лисянского. На борту «Надежды» находился посланный для переговоров в Японию Н. П. Резанов и попутно в для инспекции деятельности РАК.

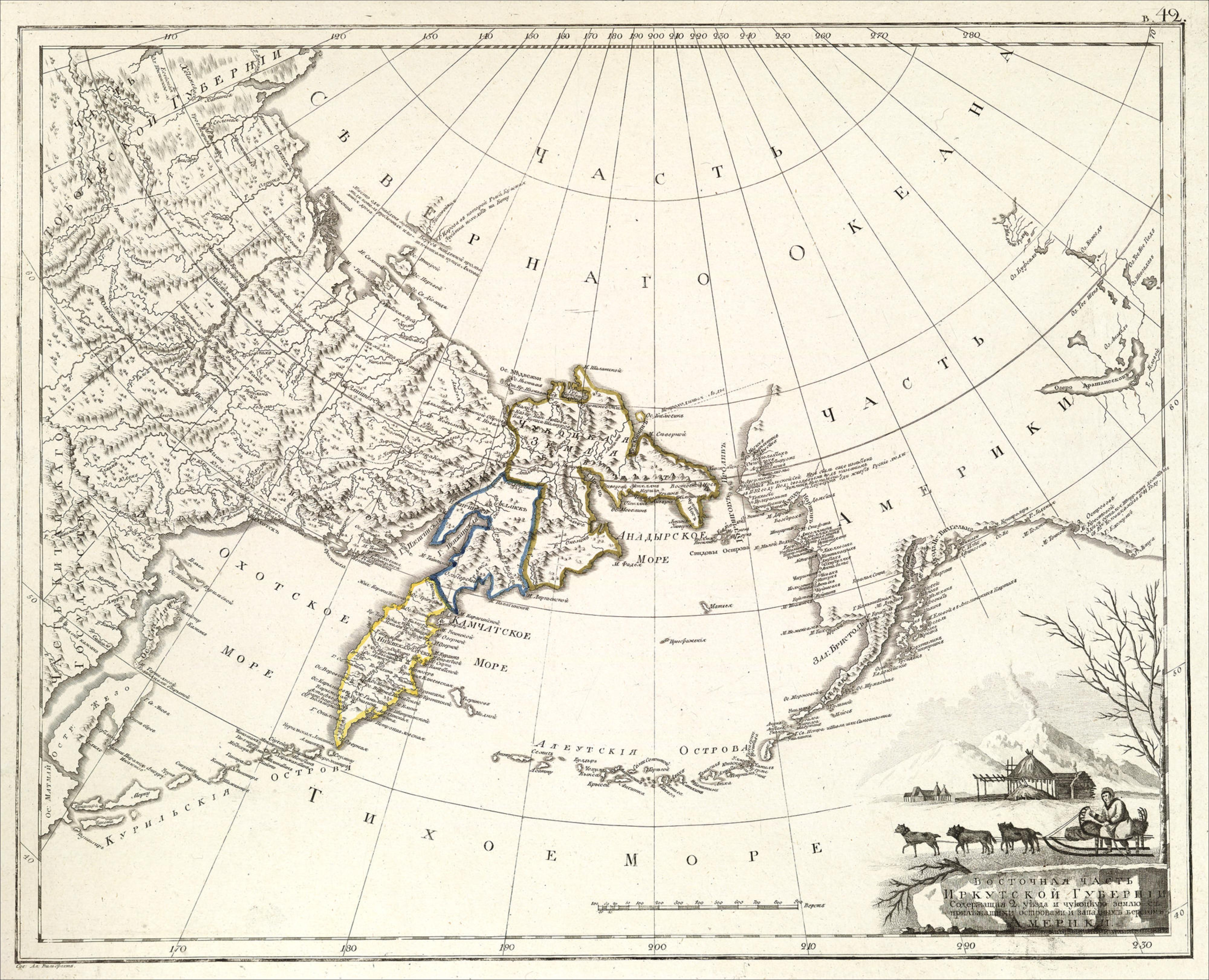
Из атласа Российской империи. 1800 год

В 1805 году мичман Охотского порта В. И. Штейнгель
, командовавший военным транспортным галиотом «Охотск», был отправлен в Петропавловскую гавань с грузом провизии и почтой на встречу с кораблём «Надежда» И. Ф. Крузенштерна, который должен был из Японии зайти на Камчатку.
…Мы не нашли в порте ни одного судна. Ни пакетбот, ни транспорт, на коем следовало доставить требованную мною провизию, еще не приходили, хотя ожидаемы были уже около 6 недель. Итак, мы в чаянии своем найти здесь присланные нам письма крайне обманулись. О неприбытии пакетбота беспокоились мы чрезвычайно... Но беспокойство наше продолжалось короткое время. Сентября 2-го поутру донесли мне, что в заливе остановилось на якорь двухмачтовое судно. Я послал немедленно к оному офицера, который возвратился через два часа и привез с собою командира казенного транспорта, мичмана Штейнгеля, пришедшего из Охотска. Чрез него-то получили мы наконец свои письма, из коих последние писаны были 1-го марта сего года. Он доставил мне и пакеты, присланные в Охотск г[осподино]м министром графом Румянцевым с отправленным из С.-Петербурга фельдъегерем, совершившим сей далекий и трудный путь в 62 дня. В них находились отзывы на донесения; посланные мною в прошедшем году пред отходом в Японию. Они обрадовали меня чрезвычайно; поелику содержали в себе лестную награду за все претерпенные мною в сем путешествии многоразличные неприятности.
 
…чтобы обезопасить и плоды трудов наших с большею осторожностью, решился я отправить в С. Петербург со штафетом все сочиненные нами карты при кратком донесении о наших открытиях. Г[осподин] Тилезиус приготовил знатное собрание рисунков, относящихся к естественной истории, что бы послать при сем случае в Академию. Сии драгоценные для нас вещи едва не подпали однако той участи, от коей предохранить оные я старался. Я послал их на судне г[осподина] Штейнгеля, которой вышел из Авачинской губы 20-го сентября; но не мог достигнуть назначенного ему места, и принужден был возвратиться в Камчатку. По несчастному случаю судно его село на мель недалеко от Большерецка; однако спаслось. Следствием сего неприятного приключения было, что все посланное нами доставлено в С.-Петербург шестью месяцами позже, потому что отправлено после из Камчатки по зимней почте…
Уже после возвращения с Камчатки мичман Штейнгель в 1806 году в Якутске встретился с Н. П. Резановым, который после их знакомства порекомендовал правлению РАК обратиться с просьбой к морскому министру о переводе Штейнгеля на службу в компанию, чтобы вместе с ним в следующем году посетить русскую колонию в Калифорнии. Планам Резанова не было суждено исполниться — в 1807 году он умер в Красноярске.
В 1813 году мичман Н. А. Бестужев оставил преподавательскую деятельность в Морском кадетском корпусе и перешел во флот ради участия в плавании к берегам Аляски на остров Ситха по приглашению капитан-лейтенанта Д. В. Макарова, назначенного командиром принадлежавшего РАК корабля «Суворов». 8 сентября 1813 года в Адмиралтейств-коллегию было направлено отношение о готовности «Суворова» к кругосветному плаванию. 18 сентября 1813 года корабль был выведен на Кронштадтский рейд, но из-за разногласий Макарова с директорами компании офицерский состав экспедиции был изменён.
Российская Американская компания, имея привилегию от правительства делать условия и употреблять желающих флотских офицеров на предприятие такого вояжа, предложила начальствование сей экспедиции капитан-лейтенанту Макарову, тогда находившемуся при Морском шляхетном корпусе, как опытному морскому офицеру, которому было предоставлено выбрать для себя, по своему желанию, офицеров и матросов из ластовых экипажей в С.-Петербурге и в Кронштадте.

В июне месяце корабль начали вооружать в средней гавани, поставив новые мачты, и весь рангоут был приготовлен новый. Капитан-лейтенант Макаров, выбрав себе офицеров: г-на лейтенанта Нахимова, мичмана Бестужева, штурмана 14-го класса Самсонова; наконец, по долговременном приготовлении корабль «Суворов» 18 сентября 1813 года вытянулся на рейд и лег фертоинг фордевинд против угла купеческой гавани.

Директоры Р.-А. компании г-н Булдаков и Крамер прибыли в Кронштадт, дабы пожелать г-ну кап.-лейт. Макарову доброго вояжа и, по причине позднего времени года, поторопить к отходу. Но, когда, по мнению г-на Макарова, корабль был совершенно готов к отплытию, тогда он потребовал от директоров Американской компании, чтобы ему и гг. офицерам, сверх положенных 1200 рублей порционных в год, прибавить еще по 800 рублей в год и дабы условие, им сделанное с компанией, было переписано на гербовой бумаге, притом изъявив несколько других неудовольствий, полагая, что в рассуждении позднего времени года, директоры непременно согласятся на его требование.

Директоры компании, видя непреклонность г-на Макарова и нераденье его к пользе компании, решились выбрать нового начальника, но как ни один из них не мог приступить к выбору без особенного совета с кем-либо из флотских капитанов, то и просили капитана Спафарьева, бывшего тогда в Кронштадте, рекомендовать способного к предприятию сего путешествия. Г-н Спафарьев взялся оное исполнить, сделав предложение г-ну лейтенанту Лазареву, служившему тогда на бриuе «Фениксе». Предложение было принято г-ном Лазаревым с удовольствием, с тем, дабы ему позволено избрать себе помощников по своему желанию, на что компания благосклонно решилась.
9 октября 1813 года «Суворов» вышел с Кронштадтского рейда уже под командованием лейтенантов М. П. Лазарева и С. Я. Унковского.

### Кругосветные экспедиции
В 1817—1819 годах гардемарин Ф. С. Лутковский принял участие в кругосветном плавании на шлюпе императорского флота «Камчатка» под командованием В. М. Головнина, которому было предписано «обозреть колонии Российско-Американской компании и исследовать поступки ее служителей в отношении к природным жителям областей, ею занимаемых, и, наконец, определить географическое положение тех островов и мест российских владений, кои не были доселе определены».
Письмо сенатора сибирского губернатора графа И. Б. Пестеля морскому министру маркизу Ж. Б. де Траверсе с просьбой о поручении командиру шлюпа «Камчатка» капитану 2-го ранга В.М. Головнину во время кругосветного плавания исследовать условия жизни местного населения в колониях РАК
16 июня 1817 года

…С давнего времени известно, что коммиссионеры и промышленные Российско-Американской компании причиняют разные неистовства и притеснения обитателям Алеутских и Курильских островов, что самое и было единственным поводом к тому, что при составлении проекта о преобразовании управления камчатского обращено было внимание и на состояние компанейских колоний не только на ближайших Алеутских и Курильских островах, но и в самой Америке...

На сем основании назначен к отправлению кругом света флота капитан 1-го ранга Головнин, который и имеет быть отправлен в скором времени на вверенном ему судне...
…Пользуясь сим случаем и имея в предмете улучшение жребия вышеупомянутых несчастных островитян, я всепокорнейше испрашиваю у вашего высокопревосходительства предписать г-ну Головнину, дабы он, когда будет на Алеутских и Курильских островах, равно и в прочих местах, где есть колонии, принадлежащие Российско-Американской компании, вошел со всею подробностью в рассмотрение стеснённого положения несчастных тамошних жителей, претерпевающих всякого рода обиды и притеснения от начальников судов Северо-Американской компании и её промышленников, приезжающих на помянутые острова для своих промыслов, и, вникнув во все сие, изыскал бы такие меры, на коих могло бы быть восстановлено постоянное спокойствие и полная безопасность от притеснителей людей сих, а между тем оказал он им всевозможную защиту…

Ив. Пестель

Российско-Американская компания и изучение Тихоокеанского севера, 1815-1841 (сб. документов: Исследования русских на Тихом океане в XVIII – первой половине XIX в. Том 4 - М.: Наука, 2005. -  456 с. – С. 25-26
По возвращении из плавания В. М. Головнин в своей записке руководству РАК, обосновывая приоритетное право России на освоение и защиту её территорий в Северной Америки от посягательства иностранцев, подчеркнул, что особые усилия нужны для наведения там порядка, «когда внутри империи и даже в самых столицах, куда и глаз правительства проницает и рука правосудия достигает, и там разные злоупотребления существуют, то как же можно истребить оные вовсе в такой отдаленности?».
В 1821—1824 годах лейтенант М К. Кюхельбекер и мичман Ф. С. Лутковский совершили кругосветное плавание на военном шлюпе «Аполлон» для доставки грузов на Камчатку и крейсерства у берегов Русской Америки.
Рапорт С. П. Хрущева А. В. фон Моллеру о плавании шлюпа «Аполлон», прибытии его в Ситху, крейсировании вдоль северо-западных берегов Америки и возвращении в Кронштадт. 15 октября 1824 года
…искусству  же, всегдашней ревности, готовности к службе и предусмотрительности г-д лейтенантов Баранова, Кутыгина и Кюхельбекера и старшего штурмана 9 класса Никифорова, отдавая должную справедливость, обязан всею моею признательностью за понесенные и делаемые труды в столь продолжительное плавание. 
 
Мичмана Лутковский и Нолкен примерным поведением и исполнением должностей своих со всегдашнею ревностью заслуживают внимания начальства и в особенности мичман Лутковский, который по знанию английского и французского языков, исполнял при портах все комиссии по службе и командовал вахтою на обратном пути от берегов северо-западной Америки.

Отдавая должную справедливость каждому из офицеров, обязанностью поставляю по долгу моему представить вашему превосходительству и о нижних чинах шлюпа: всегдашнее усердие их к службе, отличное поведение, труды, понесенные в 3-годичное плавание и беспрекословное повиновение обязывают меня просить  ваше превосходительство об обращении на оных всегдашнего вашего начальнического попечительного внимания, коим я и неоднократно их осмелился обнадеживать и тем поощрять к дальнейшим усилиям.

Флота лейтенант Хрущёв 1-й.
За участие в экспедиции они были награждены орденами: М. К. Кюхельбекер — святого Владимира 4-й степени, Ф. С. Лутковский — святой Анны 3-й степени.
В 1820—1822 гг. лейтенант В. П. Романов участвовал в кругосветном плавании к берегам Русской Америки на принадлежавшем РАК корабле «Кутузов» под командованием П. А. Дохтурова. По прибытии в Ново-Архангельск, Романов изучал образ жизни и обычаи индейцев племени калоши (колюжи), обитавших на северо-западном побережье Северной Америки между 40° и 60° широты. В свои заметках, опубликованных в 1825 году в журнале «Северный Архив», он объяснил мотивы своего интереса к исследованиям скудностью сведений о коренных жителях русских колоний тем, что первый правитель «Баранов, конечно, собирал нужные сведения, но они теперь вместе с ним исчезли».

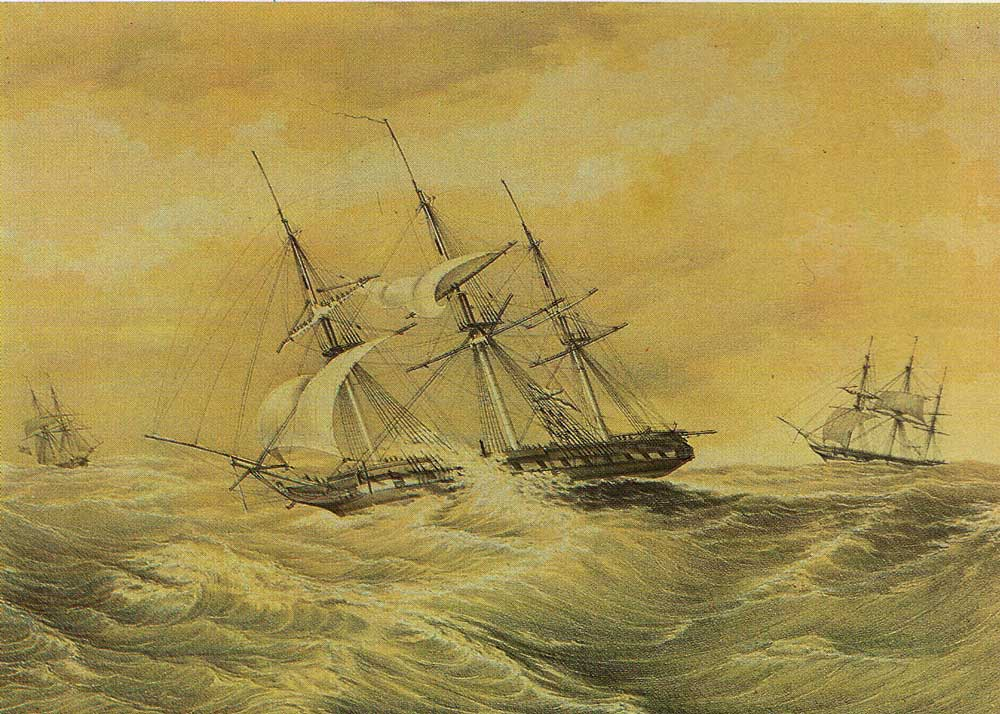
Фрегат «Крейсер» и шлюп «Ладога» у берегов Северной Америки

В 1822—1825 гг. в кругосветной экспедиции на военном фрегате «Крейсер» под командованием М. П. Лазарева, с целью обеспечить безопасность территориальных вод Русской Америки, приняли участие лейтенант Ф. Г. Вишневский, награждённый за это плавание орденом Святого Владимира 4-й степени.
В этом же плавании участвовал мичман Дмитрий Иринархович Завалишин. По ходу плавания до острова Ситха, куда «Крейсер» прибыл 2 сентября 1823 года, он принимал участие в гидрометеорологических, геомагнитных и астрономических наблюдениях. 14 ноября фрегат отправился Сан-Франциско. Завалишин в течение зимы 1823—1824 годов занимался географическими и этнографическими исследованиями. Особое внимание он уделял сбору географических сведений о Калифорнии и статистических данных о хозяйственной деятельности в ней испанских завоевателей, а также знакомству с отношением их к местным индейцам и русским колонистам. По срочному указанию Александра I Завалишин был отозван из экспедиции и через Сибирь вернулся по суше в Петербург. Часть его этнографической коллекции, собранной на Аляске и в Калифорнии и изъятой после ареста в 1826 году, попала в Музей государственного Адмиралтейского департамента.
В 1824—1825 годах капитан-лейтенант К. П. Торсон  после возвращения из кругосветного плавания к Антарктиде на шлюпе «Восток» под командованием Ф. Ф. Беллинсгаузен занимался подготовкой к экспедиции в район Берингова пролива. По поручению начальника морского штаба А. В. Моллера он отвечал за строительство кораблей, подбор экипажа и разработку задач и инструкции для предстоявшего плавания. Участвовавший в подготовительной деятельности Торсона лейтенант М. А. Бестужев позднее вспоминал, что инструкция «утверждена была высочайшею волею». В. М. Пасецкий, ссылаясь на переписку двух известных мореходов Ф. П. Врангеля и Ф. П. Литке, писал о секретном характере планируемой экспедиции, цели которой не предавались огласке.
Из письма Ф. П. Врангеля к Ф. П. Литке

На Охте строятся два брига для экспедиции в Берингов пролив для каких-то изысканий навстречу Парри или на север – настоящая цель оной хранится ещё во мраке секрета. Командирами прочат капитан-лейтенанта Торсона и лейтенанта Андрея Моллера
Но их планы не осуществились: М. А. Бестужева в марте 1825 года перевели в Московский лейб-гвардии полк, а после восстания 14 декабря оба были арестованы.
Спустя чуть более месяца после обнародования приговора декабристам — 20 августа 1826 года в кругосветное трёхлетнее плавание на одном из этих кораблей — шлюпе «Сенявин» под командованием Ф. П. Литке из Кронштадта вокруг мыса Горн в Берингово море вышел в качестве старшего офицера лейтенант Николай Иринархович Завалишин, старший брат Д. И. Завалишина.

## С мыслями о будущем Русской Америки

### Просветительство
Уже во время первой кругосветной экспедиции наряду с другими грузами для нужд РАК были отправлены и первые книги. Н. П. Резанов до отплытия кораблей обратился к известным общественным деятелям с призывом помочь просвещению отдалённых колоний и собрать книги для отправки на остров Кадьяк. Одним из первых на просьбу откликнулся А. Ф. Бестужев — отец четырёх будущих декабристов. Он прислал Резанову издания собственного трактата «О воспитании», напечатанного в «Санкт-Петербургском журнале» и в виде отдельной книги в 1803 году.

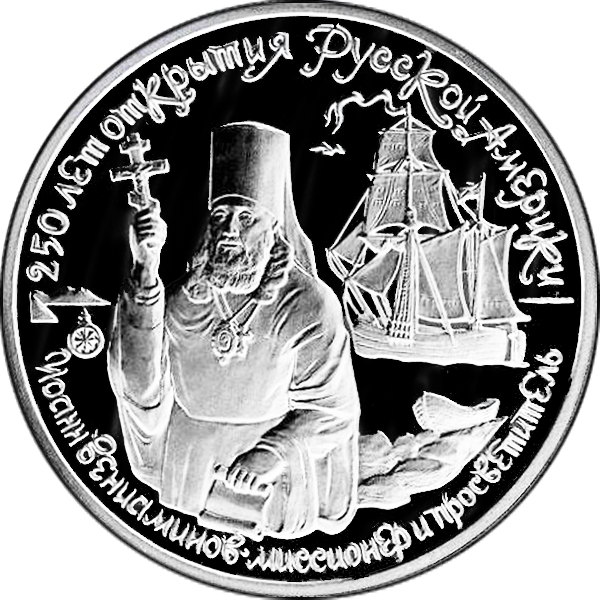
Иоанн Вениаминов
на юбилейной монете

В последующие годы декабристы, имевшие отношение к Русской Америке, считали своим долгом пополнять создаваемую там библиотеку. Исследователи отмечали, что они «сыграли заметную роль в формировании круга чтения русских поселенцев в американских колониях». Среди книг, отправленных в Ново-Архангельск В. П. Романовым после возвращения из плавания, были первый выпуск издаваемого А. С. Пушкиным и К. Ф. Рылеевым альманаха «Полярная звезда» (1823) и «Шильонский узник» Байрона. Уналашкинский православный священник Иоанн Вениаминов в переписке упоминал о книгах, присылаемых в Ново-Архангельск из Главного правления «для меня лично и для училища». Вступивший в должность правителя канцелярии Главного правления РАК К. Ф. Рылеев утверждал списки книг для американских колоний. Перечень изданий, отправляемых в 1825 году, включал в себя периодические журналы «Сын Отечества», «Северный Архив», «Вестник Европы», отдельное издание поэмы «Думы» самого К. Ф. Рылеева и другие книги.
Побывавший в Ситхе в 1827 году Ф. П. Литке писал, какое значение для жителей удалённой от России колонии имела «библиотека, завезённая ещё камергером Резановым и ежегодно пополняемая».
К. Т. Хлебников, который в 1818—1832 годы был правителем Ново-архангельской конторы РАК, писал, что «библиотека в Ситхе состоит из более тысячи двухсот номеров книг» .
Путешественник Л. А. Загоскин, с 1838 года служивший в РАК, писал об «ежегодно пополняемой» компанейской библиотеке в Ново-Архангельске, отмечая, что «в частной, обыкновенной жизни человека смело можно считать Ситху ближе к Петербургу, чем большая часть наших провинциальных городов».

### Исследовательские проекты В. П. Романова
Ещё во время пребывания в Ново-Архангельске В. П. Романов пришёл к выводу о возможности проведения сухопутной экспедиции для описи реки Медной и северного побережья Америки. Идея была поддержана правителем русских владений в Америке М. И. Муравьёвым.
Через несколько месяцев после возвращения в Петербург В. П. Романов разработал и передал управляющему морским министерством Моллеру свой план экспедиции в Северную Америку для поиска прохода по суше от территорий РАК к Гудзонову заливу.
Письмо лейтенанта В. П. Романова А. В. фон Моллеру по поводу организации экспедиции для исследования р. Медной

22 декабря 1822 г.

Ваше превосходительство!

Милостивый государь Антон Васильевич!

Любовь к наукам и пламенное желание пользы и славы отечества моего заставили меня во время путешествия кругом света на корабле «Кутузов», Российско-Американской компании принадлежащем, собрать сведения относительно стран и народов, подвластных России в Америке. Вследствие таковых с моей стороны разысканий Медная река представилась мне удобнейшим местом для совершения по ней экспедиции, могущей послужить к распространению географических познаний и торговых выгод отечества нашего. Прилагая при сём предначертание сей экспедиции, осмеливаюсь просить вашего превосходительства, дабы благоволили приказать исследовать, заслуживает ли сие предположение вероятия и внимания.

С истинным высокопочитанием и совершенною преданностью, имею честь быть вашего превосходительства милостивого государя покорнейшим слугою

Владимир Романов.
23 декабря 1822 года Моллер направил проект В. П. Романова "Предначертание экспедиции от реки Медной по сухому пути до Ледовитого моря и до Гудзонскаго залива"на рассмотрение в Адмиралтейский департамент, который занимался экспедиционной деятельностью флота. На обращение по этому поводу Главное правление РАК отписалось тем, что исследования в интересах компании в том регионе планируются управляющим колониями М. И. Муравьёвым, а организация специальной экспедиции не принесёт никакой пользы, «кроме географических познаний».
Романов, не отказавшийся от попыток убедить руководство Морского министерства в целесообразности исследований, воспользовался знакомством, морским опытом и литературными способностями Н. А. Бестужева, прикомандированному в то время к Адмиралтейскому департаменту , при разработке новых предложений. Об их знакомстве Романов говорил на допросах в ходе следствия по делу о событиях 14 декабря: «До 1823 года с Николаем Бестужевым был так только знаком, как и со всеми служащими офицерами в одном порту; в начале того года вознамерился подать прожекты насчет описи в Северной нашей Америке, прибегнул к нему как человеку, известному по литературе; он охотно согласился их поправить…»
8 февраля 1823 года Романов представил Моллеру новый план — «Предначертание экспедиции для описи берега Америки между Ледяным мысом и рекой Маккензи», предлагая совместить её с плаванием в тот регион экспедиции О. Е. Коцебу на шлюпе «Предприятие».
Письмо лейтенанта В. П. Романова  А. В. фон Моллеру по поводу организации экспедиции для исследования р. Медной

Исполнение предложеннаго мною проекта об экспедиции на северо-западной американский берег, от реки Медной до Ледовитаго океана и Гудзонова залива, Российско-Американская компания взяла на себя. Время покажет, совершится ли сие предначертание. Теперь же осмеливаюсь вашему превосходительству представить другой: об описи американского берега между Льдяным мысом и Мекензиею рекою, который составил я, ревнуя к пользе географических открытий и славе отечества нашего. Если угодно будет, чтоб сия экспедиция совершилась, то можно ее соединить с экспедициею капитана Коцебу и отправить на судне, которое отправляется под его начальством в Камчатку.
Этот проект тоже остался невостребованным. Позднее К. Ф. Рылеев, назначенный правителем дел правления РАК, познакомился c предложениями Романова и пришёл к выводу, что выполнение их могло бы принести «не только славу, что первые русские рассмотрят тот край, ибо ни одна европейская нога не была в оном, но и пользу», имея в виду перспективу контактов с Компанией Гудзонова залива и возможность появления новых «ветвей промышленности».
После ареста декабристов по указанию императора бумаги Романова были опечатаны.

### Идеи Д. И. Завалишина
Посещение русских колоний в Северной Америке обусловило интерес Д. И. Завалишина к их возможному укреплению, в том числе за счёт распространения российского влияния на Калифорнию. Достижению этого должна была способствовать деятельность задуманного им «Ордена Восстановления», местом пребывания которого и стала бы Калифорния. В ноябре 1824 года его предложение с обоснованием важности и способа расширения владений РАК в Калифорнии рассматривалось специальным правительственным комитетом с участием Н. С. Мордвинова и было сочтено «неудобовозможным в настоящее время». Тем не менее, некоторые высказанные им соображения о недостатках в управлении колониями в Америке заинтересовали Александра I и он поручил Н. С. Мордвинову определить в них «возможную пользу» .
Адмирал порекомендовал Завалишина правителю дел канцелярии компании К. Ф. Рылееву, который, по воспоминаниям Е. П. Оболенского, в это время был обеспокоен угрозой «передачи североамериканцам основанной нами колонии Росс в Калифорнии» в силу подписанной в апреле 1824 года конвенции между Россией и США. В результате Завалишину, связи которого в Калифорнии заинтересовали компанию, было предложено место правителя колонии Форт-Росс. Однако, просьба о переводе из флота на службу в компанию не была поддержана императором.
Арестованный после декабрьских событий Завалишин писал 24 января 1826 года уже Николаю I: «Калифорния, поддавшаяся России и заселённая русскими, осталась бы навсегда в её власти. Приобретение её гаваней и дешевизна содержания позволяли содержать там наблюдательный флот, который доставил бы России владычество над Тихим океаном и китайскою торговлей, упрочило бы владение другими колониями, ограничило бы влияние Соединённых Штатов и Англии»
Бумаги Д. И. Завалишина с неосуществлёнными предложениями не сохранились в архивах РАК. Позднее в статье «Дело о колонии Росс» он написал, что после событий 14 декабря 1825 года их сжёг один из директоров компании И. В. Прокофьев из боязни скомпрометировать правление связями с злоумышленниками.
К 1841 году деятельность колонии Форт-Росс была свёрнута, а в 1847 году Компания Гудзонова залива уже строила своё укрепление на землях Русской Америки — Форт-Юкон. В 1849 году Завалишин с сожалением писал И. И. Пущину: «Если бы мои предложения были приняты в том виде, как я их представил, я надеялся привести к тому, что Калифорния добровольно подчинилась бы России, или сделалась бы русскою прежде, нежели кто-либо имел бы возможность тому воспрепятствовать».

### В проекте «Русской правды»
Свою точку зрения на проблемы Русской Америки и месте её в границах государства отразил в своём конституционном проекте руководитель Южного общества декабристов П. И. Пестель. В «Русской правде» в разделе «О различных племенах к России присоединённых» (глава 2, § 4) он писал о жителях единственной российской колонии — территорий РАК в Северной Америке:

По сходству их с восточными народами сибирскими подлежат они одинаковым с ними мероприятиям. Общее же правило в отношении колоний состоит в том, что ими надо управлять таким образом, чтобы возможность была даровать им независимость, если они достаточно сделаются сильными, дабы оную пользоваться и потому надо ими управлять более в виде покровительства, чем в виде полного обладания.

Располагая сведениями о положении населения основанных РАК колоний, руководитель Южного общества декабристов П. И. Пестель, отец которого сибирский генерал-губернатор И. Б. Пестель обращал внимание правительства на факты притеснения коренных жителей «не только на ближайших Алеутских и Курильских островах, но и в самой Америке», сделал в «Русской правде» (глава 2, § 13) вывод, что среди народов Сибири «самые несчастные народы суть те, которые управляются Американской компанией. Она угнетает, грабит и нимало о них не заботится, почему и должны непременно сии народы от неё быть совершенно освобождены»

### В планах изоляции императорской семьи

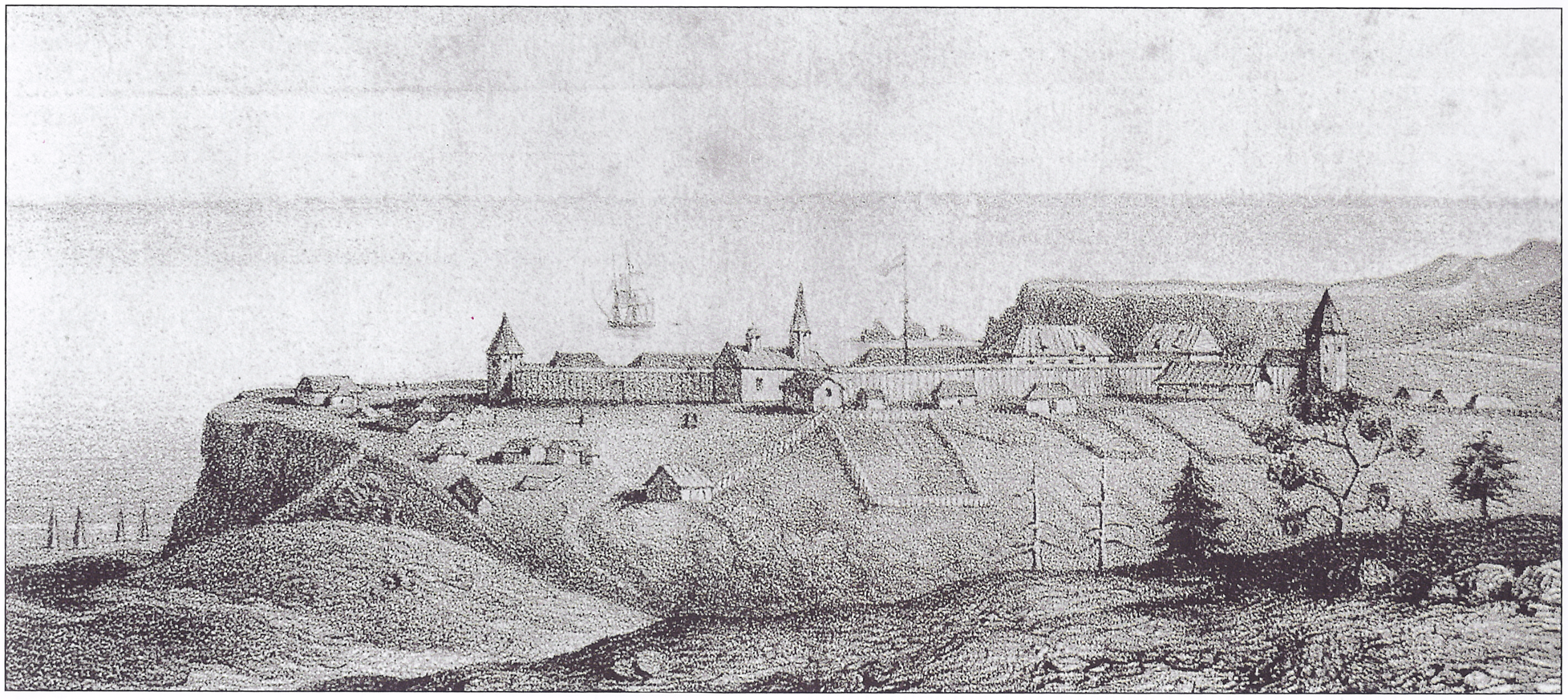
Форт-Росс (1828)

Благодаря увлечённости Д. И. Завалишина планами присоединения Калифорнии к России и укрепления колонии Форт-Росс, члены тайного общества уверовали, что «это местечко, населившись, должно сделаться ядром русской свободы. Каким образом ничтожная колония Тихого океана могла иметь какое-нибудь влияние на судьбы такого громадного государства, как Россия, тогда это критическое воззрение не приходило нам в голову».
Но обстоятельства сложились таким образом, что Завалишин обратился к этой удалённой территории в связи с обсуждением вопроса о судьбе («истреблении») императорской семьи, ставшего принципиально важным при согласовании тактики восстания участниками тайных обществ, как Северного, так и Южного.
В 1825 году их руководители сочли, что для успешной реализации планов захвата власти необходимы строгая изоляция всех членов императорской семьи (за исключением самого императора) и отправка их на корабле за границу в надёжное место для исключения возможности реставрации самодержавной власти её потенциальными сторонниками. К подготовке экипажа и корабля кронштадтского флота для выполнения этой миссии Рылеев заранее пытался привлечь опытных морских офицеров Завалишина и Торсона.
Д. И. Завалишин на следствии признал, что предлагал выбрать, как место изоляции императорской семьи, именно Соединённые Штаты, а не какую-либо европейскую страну, где члены семьи могли рассчитывать на помощь союзников и на родственные связи с правящими династиями.

## Декабристы — служащие и акционеры РАК

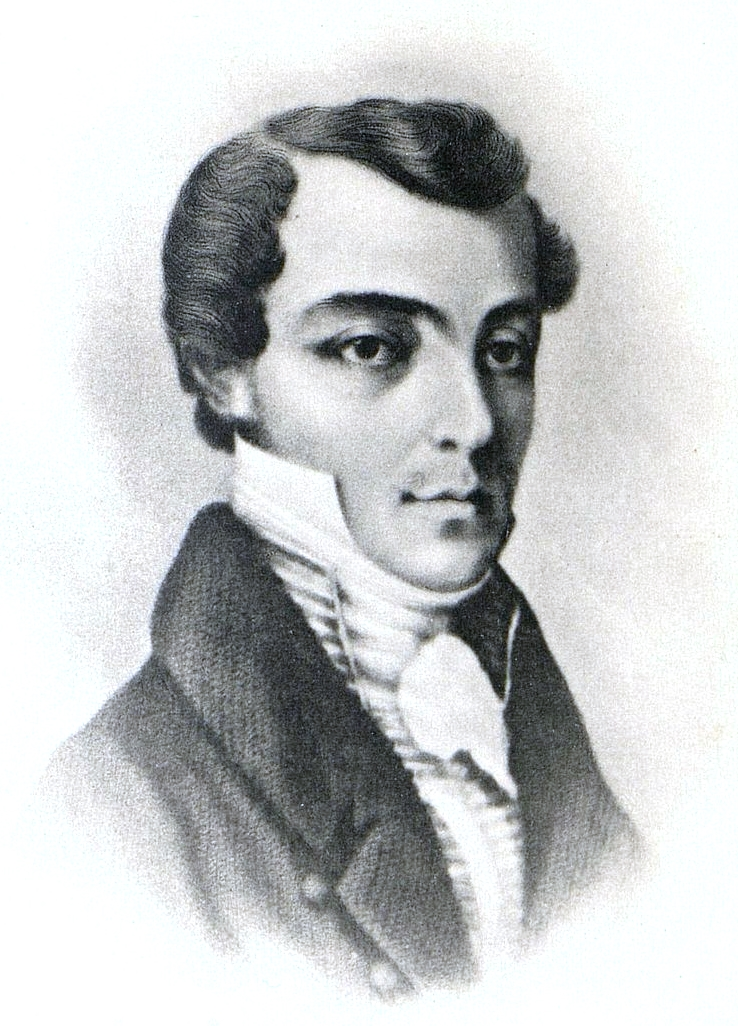
Кондратий Фёдорович
Рылеев

К. Ф. Рылеев с весны 1824 года по рекомендации Н. С. Мордвинова занимал должность правителя канцелярии главного правления РАК.
В доме правления на Мойке, 72 находилась и его квартира. В этом же доме жил А. А. Бестужев.
В квартире Рылеева — «сборном месте наших совещаний», как называли её декабристы, бывали Г. С. Батеньков, получивший в ноябре 1825 года предложение занять место управляющего русскими колониями в Северной Америке, В. И. Штейнгель, который ещё в 1806 году был намерен перейти из флота на службу в компанию, Д. И. Завалишин, намеченный компанией на должность правителя колонии Форт-Росс, Н. А. Бестужев, Е. П. Оболенский.
Столоначальник главного правления РАК — литератор О. М. Сомов, который часто встречался с ними у Рылеева, был арестован по подозрению в принадлежности к тайному обществу, но Рылеев на допросах не подтвердил его причастность к заговору. Николай I, когда у Сомова при допросе спросили, где он служит, заметил: «Хороша собралась у вас там компания!».
На службу в компанию принимались морские офицеры, участвовавшие в плаваниях на кораблях, принадлежавших РАК, в том числе, в течение трёх лет там числился В. П. Романов. На службу в РАК, «которой дана была привилегия иметь командирами своих судов офицеров императорского флота», пытались перейти декабристы — А. П. Арбузов , братья А. П. и П. П. Беляевы, М. К. Кюхельбекер.
Желание привлечь к себе энергичных инициаторов перспективных проектов компания подтверждала выделением им пакетов акций, По состоянию на июнь 1825 года в числе акционеров РАК были К. Ф. Рылеев, Д. И. Завалишин, В. И. Штейнгель. Каждый из них имел по пакету из 10 акций, который давал право голоса на собраниях акционеров. Правом голосовать обладали 180 человек из 650 акционеров компании.

## Русская Америка: отклики на события 14 декабря

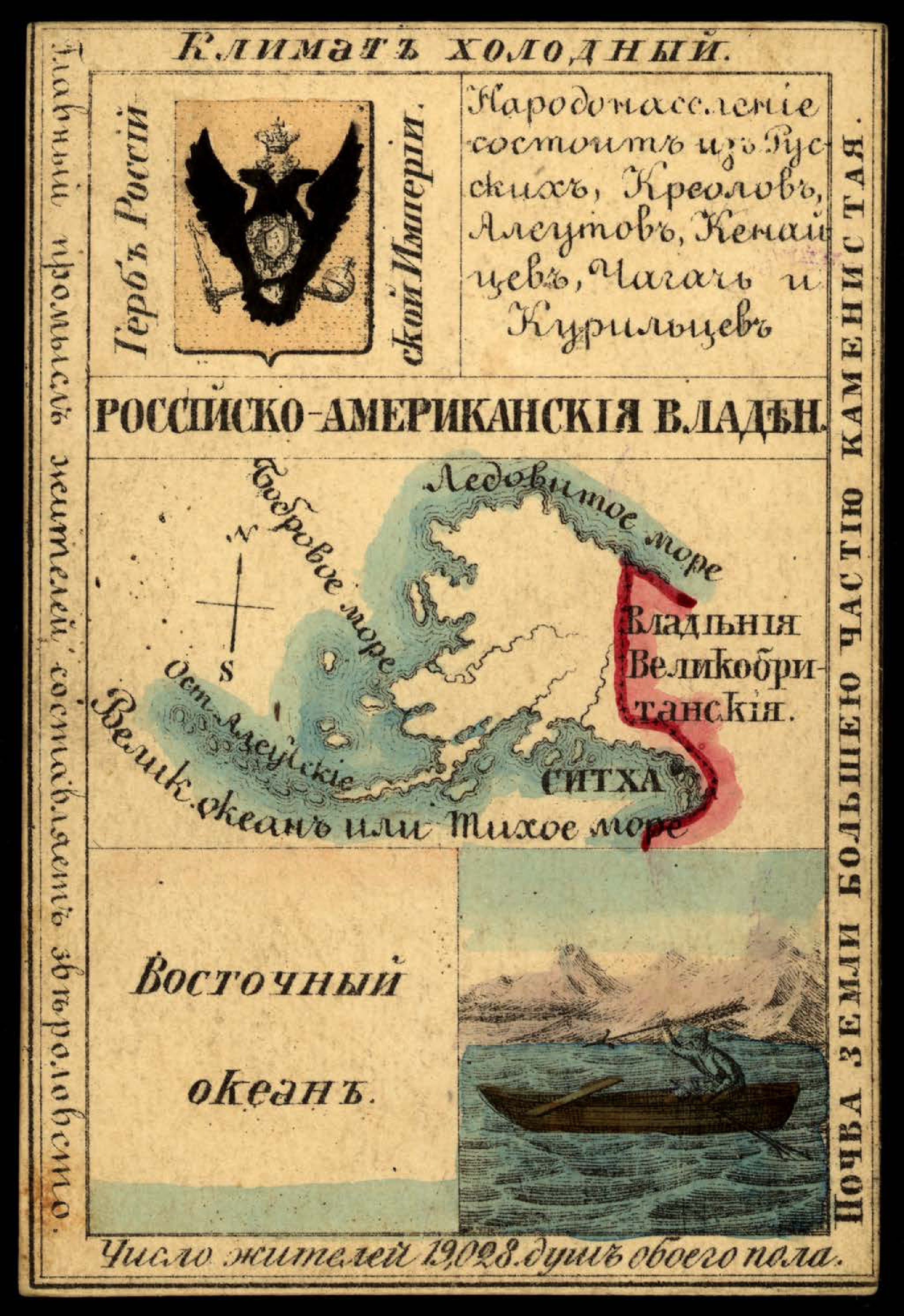
Российско-Американские владения
(на карточке 1856 года)

Одним из первых в Русской Америке известия о событиях 14 декабря получил Ф. П. Врангель во время кругосветного плавания на транспорте «Кротком» по прибытии на Ситху 21 сентября 1826 года из письма Ф. П. Литке. Письмо о заговоре и сочувствии посягнувшим на государственные устои знакомым им обоим морякам было отправлено из Петербурга 12 января 1826 года. 2 октября Ф. П. Врангель писал в ответ, что недостаток подробных сведений о «возмущении» не позволил ему дать оценку событиям.
«Летописец Русской Америки» К. Т. Хлебников общался, а позднее и переписывался с декабристами Д. И. Завалишиным и В. П. Романовым. Узнав с большой задержкой о случившемся в Петербурге восстании декабристов, он в апреле 1827 года с сожалением писал об этом находившемуся на острове Уналашка пресвитеру Иоанну Вениаминову. В своём ответе просветитель, лингвист и этнограф, Иоанн Вениаминов, служивший для современников «образцом честного служения долгу, преданности высшим интересам» писал:

Вы пишете о печальных событиях в России с сожалением и удивлением. Конечно, стоит сожаления и удивления. Таковой переворот, а может быть ещё не кончившийся, дай Боже, чтобы всё утихло.

О вы, великие просвещённые умы! Какой стыд, какой срам навлекли на нашу Россию! Что теперь скажут иностранцы?… Вообразить горестно и стыдно — революция в России.

…Всё сие служит новым доказательством, что человек и самый просвещённый  есть человек – «ложь», по слову Давида. И что истинное просвещение состоит в образовании сердца – при необходимых сведениях.

Приговорённый к каторге декабрист Д. И. Завалишин позднее напомнил до того уже сказанное одним из американцев, что они успокоятся только тогда, когда север Тихого океана «сделается исключительно нашим морем», но, как писал доктор исторических наук М. И. Белов, ни пионеры освоения Русской Америки, ни декабристы «не могли изменить близорукую политику царского двора».
5 декабря 1840 года в Петербурге состоялась хиротония отца Иоанна Вениаминова во епископа Камчатского, Курильского и Алеутских островов. В это же время положительно решился вопрос о продаже Форт-Росса, который входил в миссионерскую территорию нового епископа.

## Комментарии
1. ↑  К моменту, когда в сентябре 1805 года транспорт «Охотск» Штейнгеля прибыл в Петропавловскую гавань, Н. П. Резанов уже отправился оттуда к берегам Русской Америки и в конце августа был уже в Ново-Архангельске.
2. ↑  Лейтенант А. А. Моллер – сын начальника морского штаба А. В. Моллера, адъютантом которого был назначен Торсон.
3. ↑  Д. И. Завалишин в ходе следствия по делу декабристов утверждал, что его старший брат Н. И. Завалишин не имел никакого отношения к планам тайного общества.
4. ↑  Л. А. Загоскин учился в МКК, в котором преподавал Д. И. Завалишин. С некоторыми сосланными в Сибирь декабристами он был знаком лично.
5. ↑  В московской исторической библиотеке сохранилась изданная в 1825 году книга Н. А. Бестужева «Плавание фрегата Проворного в 1824 году» с дарственной надписью «Любезному другу Владимиру Павловичу Романову от Бестужева». 30 января 1825 года Бестужев был избран уже членом Адмиралтейского департамента.
6. ↑  Ныне — мыс Icy Cape, Alaska
7. ↑  В 1814 году вернувшийся из заграничного похода П. И. Пестель участвовал в подготовке П. В. Добелем письменных предложений правительству по организации торговли со странами тихоокеанского региона для облегчения снабжения Камчатки и русских поселений на американском побережье. — //Эдельман О. В. Павел Пестель: Очерки. С приложением «Русской Правды» П. И. Пестеля — М.: Модест Колеров, 2022. — 472 с. — С. 95-132 ISBN 978-5-905040-7.
8. ↑  В. И. Штейнгель, родственник директора РАК Н. И. Кусова и близко знавший другого директора — И. В. Прокофьевым, в декабре 1825 года жил в доме правления и участвовал в написании манифеста участников восстания 14 декабря.
9. ↑  О. М. Сомов не только тесно общался с декабристами, но и жил в одной квартире с А. А. Бестужевым .
10. ↑  У мореплавателя В. М. Головина было 10 акций, директора компании И. В. Прокофьева — 25, у семьи адмирала Н. С. Мордвинова — 55. Лично императору принадлежали 60 акции.
11. ↑  После событий 14 декабря 1825 года имя К. Т. Хлебникова попало в поле зрения Комитета для изыскания о злоумышленном обществе (среди бумаг декабриста Д. И. Завалишина при обыске была обнаружена копия иносказательного письма в его адрес), но, как отмечено в Алфавите Боровкова, следствие «оставило сие без внимания».
12. ↑  Пс. 115:2